# Meningie
Meningie ist eine australische Stadt auf der Südost-Seite des Lake Albert in South Australia, die am Princes Highway bei Coorong 152 km südöstlich von Adelaide liegt. 2016 lebten 852 Einwohner in der Stadt. Neben Meningie liegen die Ortschaften Meningie West und Meningie East.

## Geschichte
Vor der ersten europäischen Besiedlung lebten fünf Aboriginesclans der Ngarrindjeri im Gebiet von Coorong und Meningie. Als die Briten dieses Gebiet kolonisierten, sank ihre Zahl durch Krankheiten und Massaker von schätzungsweise 3.200 im Jahr 1842 auf 511 im Jahr 1874.
Der erste Europäer, der in dieses Gebiet kam, war Charles Sturt 1829, der am 9. Februar 1830 den Lake Alexandria an der Mündung des Murray River erreichte.
Sturt folgten in den 1840er Jahren Schaf- und Viehzüchter und eine Straße von Adelaide bis nach Melbourne wurde gebaut. Sie betrieben Landwirtschaft, der Boden und auch ausreichend Wasser boten die Möglichkeit zur erfolgreichen Entwicklung der Landwirtschaft. Ferner gibt es auch eine große Fischerbootflotte im Hafen von Meningie.
Der Name wurde der Stadt von Gouverneur Sir Henry Lionel Galway verliehen und sie wurde 1866 vermessen.

## Tourismus
Meningie liegt an den Ufern des Lake Albert und es gibt in der Umgebung den Coorong-Nationalpark, die Younghusband-Halbinsel und Narrung-Halbinsel. Touristen besuchen die Stadt vor allem im Sommer, um zu schwimmen, zu fischen und Wassersport zu betreiben. Für Touristen und Einwohner der Stadt gibt einen 18-Loch-Golfplatz und das Meningie Cheese Factory Museum, das die Geschichte der Käseherstellung aus der Gegend zeigt. Meningie bietet ferner Souvenirs und Geschenke in Ladengeschäften wie auch Unterkunftsmöglichkeiten in Hotels und Motels an. 
Meningie war die erste Stadt, in der ADSL, ein Breitband-Internetzugang, in Australien im Oktober 2003 installiert wurde.
Meningie beherbergt einen Verein des Australian Football, die Meningie Bears, die seit ungefähr 150 Jahren existieren und ferner den Meningie Motocross Club.
Etwa 18 km von Meningie befindet sich der Point-Malcolm-Leuchtturm, der einzige Leuchtturm im Inland Australiens.